# Castillon (Belgique)
Pour les articles homonymes, voir Castillon.
Castillon (en wallon Castiyon) est une section de la ville belge de Walcourt située en Région wallonne dans la province de Namur.
Ancienne commune bornée au Nord par Rognée, à l'Est par Fontenelle, au Sud par Barbençon et à l'Ouest par Clermont.
C'était une commune à part entière avant la fusion des communes de 1977.
Castillon comprend un hameau : Mertenne.

## Étymologie
Le nom de Castillon trouve son origine dans le mot castellionem, qui signifie petit château.

## Évolution démographique
- Source: DGS, 1831 à 1970=recensements population, 1976= habitants au 31 décembre

## Histoire
Dans l’Ancien Régime, Castillon dépend de la principauté de Liège et Mertenne du comté de Namur, (bailliage de Bouvignes). A l’annexion par la France, au département de Sambre-et-Meuse puis durant la période néerlandaise puis belge à la province de Namur.
On a retrouvé vers 1870, une nécropole belgo-romaine, dont on ignore aujourd’hui l'emplacement.

### Sauvement
En cas de guerre, les habitants peuvent se réfugier à Beaumont moyennant une contribution annuelle. En 1397, Mertenne paie plus du double que Castillon. Il semble qu’à l’époque ancienne de l’établissement du tarif, Mertenne comptait plus d’habitants et donc, de maisons, que Castillon. À la fin du XIVe siècle, on y dénombrait 42 maisons. Ce nombre est tombé à 15 en 1450 à cause des guerres et/ou des épidémies.
13 ans après la bataille de Rocroi (1643), Castillon comme Mertenne sont toujours abandonnés par leur population.
La population a toujours vécu de l’agriculture : élevage de chevaux de labour, de moutons et maintenant de bovidés. Le village possède des bois d’une centaine d’hectares. Il y eut une saboterie jusque vers 1900.

### Castillon
Castillon est compris, dès le Haut Moyen Âge, dans le domaine de l'abbaye de Lobbes, qui nomme le curé et lève la dîme. La justice, comme la vente de biens fonciers, est donc administrée par la “court et justice Monsieur Sainct Pierre de Lobbes siégeant à Castillon, pays de Liège”. Les abbayes de Lobbes, d’Aulne et du Jardinet (Walcourt) possédaient des biens dans le village.
Les troupes révolutionnaires françaises occupent le village le 24 avril 1794 et pillent notamment le presbytère.

### Mertenne
La cour de justice était dénommée « courte Monsieur Saint Feuillen siégeante à Mertine ».
Le comte de Namur détient toute une série de droits c'est-à-dire de taxes : en avoine ; d’avouerie (comme avoué ou protecteur de l’église) ; en deniers ; sur les feux (foyers ou maisons) ; sur les gelines (poules : une par maison par an) ; taille (impôt proportionnel basé sur la capacité de l’exploitant du sol).
Vers 1300, on y dénombre 42 feux. En 1343, Mertenne est annexé indûment par le prince-évêque de Liège, jusqu'en 1446, au cours du conflit des 17 villes.
En 1753, la seigneurie est engagée à Jean-Charles de Mérode. Son frère la conservera jusqu'à la fin de l’Ancien Régime.
La chapelle, dédiée à saint Hubert, est très ancienne. Elle dépend de Castillon à partir de 1686. La dîme est partagée entre l'abbaye de Lobbes, le chapitre de Fosses, puis les sœurs grises de Fosses et le curé de Castillon.

## Patrimoine

### Eglise Saint-Martin
L’église actuelle date de 1877-1879. Son clocher garde deux cloches, la petite, fondue en 1551 par les Van Ghein, de Louvain (comme celle du palais provincial, de 1514), l’autre de 1737, due à Félix Ganard, fils, de Silenrieux, et à Pierre Guillemin, originaire de Breuvannes, dans le Bassigny.

### Chapelle Saint-Feuillen de Mertenne
Chœur d'origine romane, est reconstruite aux XVIe et XVIIe siècles.

### Autres bâtiments
- Presbytère, rue du Presbytère. Remontant peut-être à la 1re moitié du XVIIIe siècle[5].
- Ancienne école, rue du Presbytère. Daté par ancres de 1830[6].
- Ferme du Capitaine, rue du Presbytère. Construite au cours de la 1re moitié du XIXe siècle[6].